# 二苯基氯化膦
二苯基氯化膦是一种有机磷化合物，化学式为(C6H5)2PCl，可简写为Ph2PCl。它是无色油状液体，具有大蒜气味，ppb级别的浓度即可被检测到。它容易和很多亲核试剂（如水）反应，并易被空气氧化。它在有机合成中用于引入Ph2P基团。

## 合成
二苯基氯化膦在工业上可由苯和三氯化磷反应得到。反应在600 °C的高温发生，先生成苯基二氯化膦和HCl，然后二氯化物在气相经重分配反应得到二苯基氯化膦。
2 PhPCl2 → Ph2PCl + PCl3
以三苯基膦和三氯化磷的反应也能得到产物：
PCl3 +  2 PPh3 → 2 Ph2PCl
二苯基氧化膦和乙酰氯在四氢呋喃中反应，也能得到二苯基氯化膦。

## 反应
二苯基氯化膦遇水分解。它可以被过氧化氢氧化，生成二苯基膦酸。它可以被五氟氯化硫氧化，得到二苯基三氟化磷；它被氯氧化得到二苯基三氯化磷：
Ph2PCl  +  Cl2  →  Ph2PCl3
它和甲醇反应，生成二苯基甲氧基膦。它和2-乙炔基吡啶在三乙胺存在下、碘化亚铜催化下于甲苯中加热反应，得到2-吡啶基乙炔基二苯基膦。

## 用途
二苯基氯化膦可用于合成其它膦类化合物，一种方法是使用格氏试剂：
Ph2PCl + MgRX   →    Ph2PR  +  MgClX
反应中生成的膦可进一步用于杀虫剂（如苯硫磷）、塑料稳定剂（Sandostab P-EPQ）、卤素化合物催化剂、阻燃剂（环膦酰羧酸酐）及紫外线硬化涂料体系（用于牙科材料）的合成，这使Ph2PCl成为重要的反应中间体。

### 二苯基膦基化合物前体
二苯基氯化膦可用作二苯基膦基化合物合成的前体，它和金属钠在1,4-二氧六环中回流反应，可以制得二苯基膦基钠。
Ph2PCl  +  2 Na   →   Ph2PNa  +  NaCl
它和过量的氢化铝锂反应，可以得到二苯基膦。
4 Ph2PCl  +  LiAlH4  →  4 Ph2PH  +  LiCl  +  AlCl3
以上两种二苯基膦化合物都可用于合成其它有机膦配体。